# カイルル・ニザム
ムハンマド・カイルル・ニザム・ビン・ムハンマド・カマル（Muhammad Khairul Nizam bin Mohammad Kamal、1991年6月25日 - ）は、シンガポールの元サッカー選手。元シンガポール代表で、現役時代のポジションはFW。

## 経歴
カイルル・ニザムは2010年9月7日の北京国安サテライト戦でピッチ上の乱闘に参加したうちの一人である。これによって、シンガポールサッカー協会から8ヶ月の出場停止及び2000シンガポール・ドルの支払いを命じられた。

## 人物
カイルル・ニザムの兄は同国代表であり元チームメイトのカイルル・アムリである。